# Dere deversaria
Dere deversaria är en skalbaggsart som beskrevs av Holzschuh 1995. Dere deversaria ingår i släktet Dere och familjen långhorningar. Inga underarter finns listade i Catalogue of Life.